# Trevor Howard
Trevor Wallace Howard Smith (Cliftonville, 29 settembre 1913 – Londra, 7 gennaio 1988) è stato un attore britannico.

## Biografia
Crebbe nella contea del Kent, per poi trasferirsi a Londra per frequentare l'Accademia reale di arte drammatica (R.A.D.A.), debuttando nei teatri londinesi alla metà degli anni trenta nella pièce Revolt in the Reformatory. Proseguì una fortunata carriera teatrale fino allo scoppio della Seconda guerra mondiale. Volontario nella Royal Air Force, partecipò al conflitto arruolato nella British Army ma rimase ferito sul campo nel 1943 e l'anno successivo venne riformato.
Solo dopo il congedo dall'esercito Howard debuttò nel cinema mettendo a frutto la sua esperienza bellica, prima con un ruolo non accreditato nel film La via della gloria (1944) e con un ruolo di pilota della RAF in The Way to the Stars (1945), e ottenne subito un grande successo di pubblico e critica nel melodramma romantico Breve incontro (1945), conquistando le platee con il ruolo del timido medico innamorato di Celia Johnson, in un'interpretazione di delicata sensibilità e naturalezza, spesso identificata come l'ideale personificazione dell'inglese titubante e complessato.
Howard fu efficace interprete della confusione sociale del dopoguerra nei panni di un veterano che diventa rapinatore di banca nel film Io sono un criminale (1947), di un traditore ne L'avventuriero della Malesia (1952) e di un ufficiale coloniale in L'incubo dei Mau Mau (1953). Attore raffinato e meticoloso sia nei ruoli da protagonista che in parti minori, nella sua lunga carriera fu candidato una volta al premio Oscar al miglior attore per il ruolo del rude e alcolizzato Walter Morel in Figli e amanti (1961), e si aggiudicò un BAFTA al miglior attore protagonista per La chiave (1958). Fu un laconico ufficiale britannico in Il terzo uomo (1949) di Carol Reed, interpretò il dispotico capitano Bligh in Gli ammutinati del Bounty (1962), Lord Cardigan in I seicento di Balaklava (1968) di Tony Richardson, il musicista Richard Wagner in Ludwig (1972) di Luchino Visconti e il dottor Rank in Casa di bambola (1973) di Joseph Losey.
Il suo percorso artistico lo portò dagli iniziali personaggi romantici ad altri eroici e successivamente a ruoli eccentrici, mentre il suo volto diventava negli anni più segnato e tormentato. Nell'ultima parte della sua carriera interpretò drammi come La figlia di Ryan (1970), commedie come Io, Beau Geste e la legione straniera (1977) di Marty Feldman, film d'avventura come L'oca selvaggia colpisce ancora (1980), kolossal come Gandhi (1982). La sua ultima interpretazione per il grande schermo fu quella di un anziano generale in L'irlandese (1988), film che gli venne espressamente dedicato.

## Filmografia parziale

### Cinema
- La via della gloria (The Way Ahead), regia di Carol Reed (1944)
- The Way to the Stars, regia di Anthony Asquith (1945)
- Breve incontro (Brief Encounter), regia di David Lean (1945)
- Agente nemico (I See a Dark Stranger), regia di Frank Launder (1946)
- Delitto in bianco (Green for Danger), regia di Sidney Gilliat (1946)
- Sono un criminale (They Made Me a Fugitive), regia di Alberto Cavalcanti (1947)
- So Well Remembered, regia di Edward Dmytryk (1947)
- Sogno d'amanti (The Passionate Friends), regia di David Lean (1949)
- Il terzo uomo (The Third Man), regia di Carol Reed (1949)
- La salamandra d'oro (Golden Salamander), regia di Ronald Neame (1950)
- Odette, regia di Herbert Wilcox (1950)
- Cielo tempestoso (The Clouded Yellow), regia di Ralph Thomas (1950)
- Nuda ma non troppo (Lady Godiva Rides Again), regia di Frank Launder (1951)
- L'avventuriero della Malesia (Outcast of the Islands), regia di Carol Reed (1951)
- Il cacciatorpediniere maledetto (Gift Horse), regia di Compton Bennett (1952)
- L'incubo dei Mau Mau (The Heart of the Matter), regia di George More O'Ferrall (1953)
- La mano dello straniero, regia di Mario Soldati (1954)
- Gli amanti del Tago (Les amants du Tage), regia di Henri Verneuil (1955)
- Sopravvissuti: 2 (The Cockleshell Heroes), regia di José Ferrer (1955)
- La preda umana (Run for the Sun), regia di Roy Boulting (1956)
- Il giro del mondo in 80 giorni (Around the World in 80 Days), regia di Michael Anderson (1956)
- International Police (Interpol), regia di John Gilling (1957)
- Manuela, regia di Guy Hamilton (1957)
- La chiave (The Key), regia di Carol Reed (1958)
- Le radici del cielo (The Roots of Heaven), regia di John Huston (1958)
- Avventura a Malaga (Moment of Danger), regia di László Benedek (1960)
- Figli e amanti (Sons and Lovers), regia di Jack Cardiff (1960)
- Il leone (The Lion), regia di Jack Cardiff (1962)
- Gli ammutinati del Bounty (Mutiny on the Bounty), regia di Lewis Milestone (1962)
- Tra due fuochi (Man in the Middle), regia di Guy Hamilton (1964)
- Il gran lupo chiama (Father Goose), regia di Ralph Nelson (1964)
- Operazione Crossbow (Operation Crossbow), regia di Michael Anderson (1965)
- Il colonnello Von Ryan (Von Ryan's Express), regia di Mark Robson (1965)
- I morituri (Morituri), regia di Bernhard Wicki (1965)
- S.S.S. sicario servizio speciale (The Liquidator), regia di Jack Cardiff (1965)
- Il papavero è anche un fiore (Poppies Are Also Flowers), regia di Terence Young (1966)
- Agli ordini del Führer e al servizio di Sua Maestà (Triple Cross), regia di Terence Young (1966)
- Il lungo duello (The Long Duel), regia di Ken Annakin (1967)
- L'ereditiera di Singapore (Pretty Polly), regia di Guy Green (1967)
- I seicento di Balaklava (The Charge of the Light Brigade), regia di Tony Richardson (1968)
- I lunghi giorni delle aquile (The Battle of Britain), regia di Guy Hamilton (1969)
- Twinky, regia di Richard Donner (1970)
- La figlia di Ryan (Ryan's Daughter), regia di David Lean (1970)
- L'assassino arriva sempre alle 10 (The Night Visitor), regia di László Benedek (1971)
- Per amore ho catturato una spia russa (Catch Me a Spy), regia di Dick Clement (1971)
- Maria Stuarda, regina di Scozia (Mary, Queen of Scots), regia di Charles Jarrott (1971)
- Il ribelle di Scozia (Kidnapped), regia di Delbert Mann (1971)
- Riflessi in uno specchio scuro (The Offence), regia di Sidney Lumet (1972)
- La papessa Giovanna (Pope Joan), regia di Michael Anderson (1972)
- Ludwig, regia di Luchino Visconti (1972)
- Conflitto (Conflict), regia di Jack Gold (1973)
- Casa di bambola (A Doll's House), regia di Joseph Losey (1973)
- Who? - L'uomo dai due volti (Who?), regia di Jack Gold (1973)
- Craze - Il buio macchiato di rosso (Craze), regia di Freddie Francis (1974)
- Niente può essere lasciato al caso (11 Arrow-house), regia di Aram Avakian (1974)
- Il giorno più lungo di Scotland Yard (Hennessy), regia di Don Sharp (1975)
- Un colpevole senza volto (Conduct Unbecoming), regia di Michael Anderson (1975)
- La strana signora della grande casa (Persecution), regia di Don Chaffey (1975)
- Con la bava alla bocca (Albino), regia di Jürgen Goslar (1976)
- Le piccanti avventure di Tom Jones (The Bawdy Adventures of Tom Jones), regia di Cliff Owen (1976)
- La battaglia delle aquile (Aces High), regia di Jack Gold (1976)
- Eliza Fraser, regia di Tim Burstall (1976)
- Io, Beau Geste e la legione straniera (The Last Remake of Beau Geste), regia di Marty Feldman (1977)
- Razza schiava (Slavers), regia di Jürgen Goslar (1978)
- Stevie, regia di Robert Enders (1978)
- Superman, regia di Richard Donner (1978)
- Uragano (Hurricane), regia di Jan Troell (1979)
- Meteor, regia di Ronald Neame (1979)
- L'oca selvaggia colpisce ancora (The Sea Wolves), regia di Andrew V. McLaglen (1980)
- Correva nel vento (Windwalker), regia di Kieth Merrill (1981)
- Gli anni luce (Les années-lumière), regia di Alain Tanner (1981)
- Giallo in casa Muppet (The Great Muppet Caper), regia di Jim Henson (1981) (non accreditato)
- Il missionario (The Missionary), regia di Richard Loncraine (1982)
- Gandhi, regia di Richard Attenborough (1982)
- Polvere (Dust), regia di Marion Hänsel (1985)
- Medico per forza (Foreign Body), regia di Ronald Neame (1986)
- Misfatto bianco (White Mischief), regia di Michael Radford (1987)
- Soprannaturale (The Unholy), regia di Camilo Vila (1988)
- L'irlandese (The Dawning), regia di Robert Knights (1988)

### Televisione
- The 20th Century-Fox Hour – serie TV, episodio 1x12 (1956)
- Westinghouse Desilu Playhouse – serie TV, episodio 2x09 (1959)
- Playhouse 90 – serie TV, episodio 4x13 (1960)
- Il conte di Montecristo (The Count of Monte-Cristo), regia di David Greene – film TV (1975)
- La banda (The Shillingbury Blowers), regia di Val Guest – film TV (1980)

## Riconoscimenti
- Premio Oscar
  - 1961 – Candidatura per il miglior attore protagonista per Figli e amanti
- Golden Globe
  - 1961 – Candidatura per il miglior attore in un film drammatico per Figli e amanti
  - 1971 – Candidatura per il miglior attore non protagonista per La figlia di Ryan
  - 1987 – Candidatura per il miglior attore non protagonista in una serie per Christmas Eve
- BAFTA Awards
  - 1954 – Candidatura per il miglior attore britannico per L'incubo dei Mau Mau
  - 1958 – Candidatura per il miglior attore britannico per Manuela
  - 1959 – Miglior attore britannico per La chiave
  - 1969 – Candidatura per il miglior attore protagonista per I seicento di Balaklava
- BAFTA Television Awards
  - 1981 – Candidatura per il miglior attore per Staying On e The Shillingbury Blowers
- New York Film Critics Circle Awards
  - 1960 – Candidatura per il miglior attore protagonista per Figli e amanti
- Laurel Awards
  - 1971 – Candidatura per il miglior attore non protagonista per La figlia di Ryan
- Primetime Emmy Awards
  - 1963 – Migliore attore protagonista in una miniserie o film per Hallmark Hall of Fame (per l'episodio Invincible Mr. Disraeli)
  - 1966 – Candidatura per il miglior attore protagonista in un singolo episodio di una serie drammatica per Hallmark Hall of Fame (per l'episodio Eagle in a Cage)
  - 1975 – Candidatura per il miglior attore non protagonista in un film televisivo e/o miniserie per Il conte di Montecristo
- Evening Standard British Film Awards
  - 1982 – Miglior attore per Gli anni luce

## Doppiatori italiani
Nelle versioni in italiano delle opere in cui ha recitato, Trevor Howard è stato doppiato da:
- Emilio Cigoli in La mano dello straniero, La preda umana, Le radici del cielo, Figli e amanti, Gli ammutinati del Bounty, Tra due fuochi, Il colonnello Von Ryan, I morituri, La banda
- Bruno Persa in Il giro del mondo in 80 giorni, La chiave, Agli ordini del Führer e al servizio di Sua Maestà, La figlia di Ryan
- Sergio Fiorentini in Un colpevole senza volto, Meteor, L'oca selvaggia colpisce ancora
- Giorgio Capecchi in Il leone, Operazione Crossbow
- Corrado Gaipa in I seicento di Balaklava, Twinky
- Roberto Villa in Maria Stuarda, regina di Scozia, Il ribelle di Scozia
- Alessandro Sperlì in Riflessi in uno specchio scuro, Uragano
- Sandro Ruffini in Breve incontro
- Augusto Marcacci in Il terzo uomo
- Renato Turi in Il gran lupo chiama
- Mario Feliciani in Il papavero è anche un fiore
- Renzo Palmer in Il lungo duello
- Nando Gazzolo in Per amore ho catturato una spia russa
- Renzo Montagnani in Ludwig
- Giorgio Piazza in Who? - L'uomo dai due volti
- Arturo Dominici in Superman
- Luca Ernesto Mellina in Gli anni luce
- Gianni Marzocchi in Gandhi
- Gino Donato in Shaka Zulu
- Sandro Tuminelli in Misfatto bianco
- Dante Biagioni in L'irlandese
- Vittorio Di Prima in Superman (ridoppiaggio)